# Lijst van voetbalinterlands Armenië - Kazachstan
Deze lijst van voetbalinterlands is een overzicht van alle officiële voetbalwedstrijden tussen de nationale teams van Armenië en Kazachstan. De landen speelden tot op heden acht keer tegen elkaar. De eerste ontmoeting  was tijdens een vriendschappelijk toernooi in Paphos (Cyprus) op 19 februari 2004. Het laatste duel, eveneens een vriendschappelijke wedstrijd, vond plaats op 7 juni 2024 in Jerevan.

## Wedstrijden
| № | Plaats    | Datum            | Competitie           | Wedstrijd            | Uitslag |
| - | --------- | ---------------- | -------------------- | -------------------- | ------- |
| 1 | Paphos    | 19 februari 2004 | Vriendschappelijk    | Kazachstan – Armenië | 3 – 3   |
| 2 | Almaty    | 2 juni 2007      | EK 2008 kwalificatie | Kazachstan – Armenië | 1 – 2   |
| 3 | Jerevan   | 21 november 2007 | EK 2008 kwalificatie | Armenië − Kazachstan | 0 − 1   |
| 4 | Rotterdam | 26 maart 2008    | Vriendschappelijk    | Armenië − Kazachstan | 1 − 0   |
| 5 | Jerevan   | 5 juni 2012      | Vriendschappelijk    | Armenië − Kazachstan | 3 − 0   |
| 6 | Jerevan   | 27 maart 2017    | WK 2018 kwalificatie | Armenië − Kazachstan | 2 − 0   |
| 7 | Astana    | 8 oktober 2017   | WK 2018 kwalificatie | Kazachstan − Armenië | 1 − 1   |
| 8 | Jerevan   | 7 juni 2024      | Vriendschappelijk    | Armenië − Kazachstan | 2 − 1   |

## Samenvatting
| Competitie        | Totaal gespeeld | Winst Armenië | Gelijk | Winst Kazachstan | Doelsaldo Armenië – Kazachstan |
| ----------------- | --------------- | ------------- | ------ | ---------------- | ------------------------------ |
| WK-kwalificatie   | 2               | 1             | 1      | 0                | 3 − 1                          |
| EK-kwalificatie   | 2               | 1             | 0      | 1                | 2 − 2                          |
| Vriendschappelijk | 4               | 3             | 1      | 0                | 9 − 4                          |
| Totaal            | 8               | 5             | 2      | 1                | 14 − 7                         |

Wedstrijden bepaald door strafschoppen worden, in lijn met de FIFA, als een gelijkspel gerekend.